# Qualifications pour la Coupe du monde féminine de rugby à XV 2021
Navigation
Qualifications Coupe du monde féminine 2017 Qualifications Coupe du monde féminine 2025
Les qualifications pour la Coupe du monde féminine de rugby à XV 2021 , qui se déroule en Nouvelle-Zélande du 8 octobre au 12 novembre 2022, mettent aux prises 23 équipes nationales afin de qualifier 5 formations pour disputer la phase finale au côté des 7 équipes qualifiées d’office. Ces qualifications sont souvent perturbées par la pandémie de Covid-19.

## Qualifiés

### Qualifiés d’office
Les sept premières nations de la Coupe du monde 2017 sont qualifiées d’office pour l’édition 2021 :
- Nouvelle-Zélande, vainqueur en 2017 et pays organisateur de l'édition 2021
- Angleterre, finaliste en 2017
- France, troisième en 2017
- États-Unis, quatrième en 2017
- Canada, cinquième en 2017
- Australie, sixième en 2017
- Pays de Galles, septième en 2017.

### Autres qualifiés
Cinq places sont à attribuer par le biais des qualifications continentales avec le résultat suivant :
- Afrique : 
  -  Afrique du Sud (non-participation en 2017)
- Amériques : 
  - Néant
- Asie : 
  -  Japon (onzième en 2017)
- Europe :  
  -  Italie (neuvième en 2017)
- Océanie : 
  -  Fidji (n'a jamais participé à cette compétition)
- Repêchage :
  -  Écosse (non-participation en 2017)

### Non-qualifiés de l'édition 2017
- Irlande (huitième en 2017)
- Espagne (dixième en 2017)
- Hong Kong (douzième en 2017)

### Ensemble
|                                                     |                                                     | Afrique                  | Amériques         | Asie                                       | Europe                           | Océanie                         | Total |
| --------------------------------------------------- | --------------------------------------------------- | ------------------------ | ----------------- | ------------------------------------------ | -------------------------------- | ------------------------------- | ----- |
| Qualification automatique : 7 premiers édition 2017 | Qualification automatique : 7 premiers édition 2017 |                          | États-Unis Canada |                                            | Angleterre France Pays de Galles | Nouvelle-Zélande Australie      | 7     |
| Via les qualifications                              | QC                                                  | Afrique du Sud           |                   | Japon                                      | Italie                           | Fidji                           | 5     |
| Via les qualifications                              | RE                                                  |                          |                   |                                            | Écosse                           |                                 | 5     |
| Qualifiés                                           | Qualifiés                                           | 1                        | 2                 | 1                                          | 5                                | 3                               | 12    |
| Élimination                                         | RE                                                  |                          | Colombie          | Kazakhstan                                 |                                  | Samoa                           | 18    |
| Élimination                                         | QC                                                  | Kenya Madagascar Ouganda | Brésil            | Hong Kong Chine Philippines Inde Singapour | Irlande Espagne Russie Pays-Bas  | Tonga Papouasie-Nouvelle-Guinée | 18    |
| Éliminés                                            | Éliminés                                            | 3                        | 2                 | 6                                          | 4                                | 3                               | 18    |
| Total                                               | Total                                               | 4                        | 4                 | 7                                          | 9                                | 6                               | 30    |

|  | Qualification pour la Coupe du monde 2021. |
|  | Élimination.                               |

## Afrique
- Aucun pays n'est qualifié automatiquement grâce à la Coupe du monde 2017.
- Un pays est qualifié via les qualifications.
- Un deuxième pays peut se qualifier via le barrage Afrique / Amériques puis par le repêchage.

La Coupe d'Afrique féminine de rugby à XV 2019 sert de qualification. Quatre nations s'affrontent en toutes rondes simples. La première est directement qualifiée pour la Coupe du monde, la deuxième accède au barrage intercontinental contre une nation de l'Amérique du Sud pour accéder au repêchage.
| Rang | Pays           | J | V | N | D | Bo | Bd | Pm  | Pe  | Diff | Pts |
| ---- | -------------- | - | - | - | - | -- | -- | --- | --- | ---- | --- |
| 1    | Afrique du Sud | 3 | 3 | 0 | 0 | 3  | 0  | 201 | 7   | +194 | 15  |
| 2    | Kenya          | 3 | 2 | 0 | 1 | 2  | 0  | 72  | 49  | +23  | 10  |
| 3    | Madagascar     | 3 | 0 | 1 | 2 | 0  | 0  | 20  | 123 | -103 | 2   |
| 4    | Ouganda        | 3 | 0 | 1 | 2 | 0  | 0  | 27  | 141 | -114 | 2   |

|  | Qualification pour la Coupe du monde 2021.                 |
|  | Accession au barrage intercontinental Afrique / Amériques. |
|  | Élimination.                                               |

## Amériques
- Deux pays sont qualifiés automatiquement grâce à la Coupe du monde 2017 :  Canada,  États-Unis.
- Un troisième pays peut se qualifier via le barrage Afrique / Amériques puis par le repêchage.

Une seule rencontre, entre deux pays d'Amérique du Sud, détermine la nation qui accède au barrage intercontinental contre une nation de l'Afrique pour accéder au repêchage.
| Colombie |
| Brésil   |

|  | Accession au barrage intercontinental Afrique / Amériques. |
|  | Élimination.                                               |

## Barrage Afrique / Amériques
Le vainqueur du barrage accède au repêchage.
| Colombie |
| Kenya    |

|  | Accession au repêchage. |
|  | Élimination.            |

## Asie
- Aucun pays n'est qualifié automatiquement grâce à la Coupe du monde 2017.
- Un pays est qualifié via les qualifications.
- Un deuxième pays peut se qualifier via le repêchage.

7 nations asiatiques participent aux qualifications pour la Coupe du monde.
- Le Japon et Hong Kong sont automatiquement qualifiés pour la Coupe d'Asie.
- Le Kazakhstan accède automatiquement au barrage.
- Les 4 autres (Chine, Inde, Philippines, Singapour) doivent passer par le Championnat de division 1.

### Championnat d'Asie division 1
Le Championnat d'Asie de division 1 sert de tour préliminaire aux éliminatoires de la Coupe d'Asie. Quatre nations s'affrontent lors d'un tournoi avec demi-finales et finale. Le vainqueur affronte le Kazakhstan en barrage qualificatif pour la Coupe d'Asie. 
| Stade la compétition | Nation      |
| -------------------- | ----------- |
| Vainqueur            | Chine       |
| Finale               | Philippines |
| Demi-finale          | Inde        |
| Demi-finale          | Singapour   |

|  | Accession au barrage contre le Kazakhstan. |
|  | Élimination.                               |

### Barrage qualificatif Coupe d'Asie
Le barrage oppose, en deux rencontres, le gagnant de la division 1 au Kazakhstan. Le vainqueur de ce barrage se qualifie pour la Coupe d'Asie.
| Kazakhstan |
| Chine      |

|  | Qualification pour la Coupe d'Asie 2020. |
|  | Élimination.                             |

### Coupe d'Asie
Plusieurs fois reportée en raison du Covid-19, la Coupe d'Asie 2020 est finalement annulée. Le classement qualificatif pour la Coupe du monde s'établit alors par le classement de World Rugby. Le premier de ce classement est directement qualifié pour la Coupe du monde. Un match de barrage est prévu pour départager le deuxième et le troisième pour l'accession au repêchage, mais Hong Kong déclare forfait.
| Japon      |
| Kazakhstan |
| Hong Kong  |

|  | Qualification pour la Coupe du monde 2021. |
|  | Accession au repêchage.                    |
|  | Forfait.                                   |

## Europe
- Trois pays sont qualifiés automatiquement grâce à la Coupe du monde 2017 :  Angleterre,  France,  Pays de Galles.
- Un quatrième pays est qualifié via les qualifications.
- Un cinquième pays peut se qualifier via le repêchage.

6 pays européens participent aux qualifications pour la Coupe du monde.
- Les membres du Tournoi des Six Nations (Écosse, Irlande, Italie) sont automatiquement qualifiés pour le Tournoi qualificatif.
- Les 3 autres (Espagne, Pays-Bas, Russie) doivent passer par le Championnat européen.

### Championnat européen
Le Championnat européen 2020 sert de tour préliminaire au Tournoi qualificatif européen pour la Coupe du monde. 
Trois nations s'affrontent en toutes rondes simples. La première est qualifiée pour le Tournoi qualificatif.
| Rang | Pays     | J | V | N | D | Bo | Bd | Pm  | Pe  | Diff | Pts |
| ---- | -------- | - | - | - | - | -- | -- | --- | --- | ---- | --- |
| 1    | Espagne  | 2 | 2 | 0 | 0 | 2  | 0  | 143 | 7   | +136 | 10  |
| 2    | Russie   | 2 | 1 | 0 | 1 | 1  | 0  | 34  | 77  | -43  | 5   |
| 3    | Pays-Bas | 2 | 0 | 0 | 2 | 0  | 1  | 21  | 114 | -93  | 1   |

|  | Qualification pour le Tournoi qualificatif européen. |
|  | Élimination.                                         |

### Tournoi qualificatif européen
Le Tournoi qualificatif européen oppose quatre nations qui s'affrontent en toutes rondes simples. La première est directement qualifiée pour la Coupe du monde, la deuxième accède au repêchage.
| Rang | Pays    | J | V | N | D | Bo | Bd | Pm | Pe | Diff | Pts |
| ---- | ------- | - | - | - | - | -- | -- | -- | -- | ---- | --- |
| 1    | Italie  | 3 | 2 | 0 | 1 | 2  | 0  | 79 | 38 | +41  | 10  |
| 2    | Écosse  | 3 | 2 | 0 | 1 | 1  | 0  | 60 | 78 | -18  | 9   |
| 3    | Irlande | 3 | 1 | 0 | 2 | 0  | 2  | 40 | 35 | +5   | 6   |
| 4    | Espagne | 3 | 1 | 0 | 2 | 0  | 1  | 40 | 68 | -28  | 5   |

|  | Qualification pour la Coupe du monde 2021. |
|  | Accession au repêchage.                    |
|  | Élimination.                               |

## Océanie
- Deux pays sont qualifiés automatiquement grâce à la Coupe du monde 2017 :  Australie,  Nouvelle-Zélande.
- Un troisième pays est qualifié via les qualifications.
- Un quatrième pays peut se qualifier via le repêchage.

### Championnat d'Océanie
Le Championnat d'Océanie 2019 sert de qualification pour la Coupe du monde. Six nations sont réparties en deux groupes de trois. Chaque équipe de chaque groupe affronte chaque autre équipe de l'autre groupe. Mais le classement s'établit à l'intérieur d'un même groupe. L'Australie et la Nouvelle-Zélande participent, mais sont déjà qualifiées pour la Coupe du monde. Sans tenir compte de ces deux pays-là, les premiers de chaque groupe accèdent au repêchage océanien et les deuxièmes au premier tour du barrage accédant au repêchage intercontinental.
Groupe 1
| Rang | Pays             | J | V | N | D | Bo | Bd | Pm  | Pe | Diff | Pts |
| ---- | ---------------- | - | - | - | - | -- | -- | --- | -- | ---- | --- |
| 1    | Nouvelle-Zélande | 3 | 3 | 0 | 0 | 3  | 0  | 234 | 0  | +234 | 15  |
| 2    | Samoa            | 3 | 1 | 0 | 2 | 1  | 0  | 77  | 65 | +12  | 5   |
| 3    | Tonga            | 1 | 0 | 1 | 0 | 0  | 0  | 0   | 0  | 0    | 2   |

- Les rencontres que devaient disputer les Tonga ont été annulées, mais celle contre l'Australie a été comptabilisée comme un 0-0.

Groupe 2
| Rang | Pays                      | J | V | N | D | Bo | Bd | Pm | Pe  | Diff | Pts |
| ---- | ------------------------- | - | - | - | - | -- | -- | -- | --- | ---- | --- |
| 1    | Australie                 | 3 | 1 | 1 | 1 | 1  | 0  | 27 | 55  | -28  | 7   |
| 2    | Fidji                     | 2 | 1 | 0 | 1 | 1  | 0  | 26 | 60  | -34  | 5   |
| 3    | Papouasie-Nouvelle-Guinée | 2 | 0 | 0 | 2 | 0  | 0  | 12 | 196 | -184 | 0   |

|  | Qualification déjà acquise pour la Coupe du monde 2021. |
|  | Accession au repêchage océanien.                        |
|  | Accession au premier tour du barrage océanien.          |

### Repêchage océanien
À l'instar du repêchage général, le repêchage océanien est directement qualificatif pour la Coupe du monde. 
| Fidji |
| Samoa |

|  | Qualification pour la Coupe du monde 2021.    |
|  | Accession au second tour du barrage océanien. |

### Barrage océanien
Le barrage océanien permet d'accéder au repêchage intercontinental.
Premier tour
| Tonga                     |
| Papouasie-Nouvelle-Guinée |

|  | Accession au second tour du barrage océanien. |
|  | Élimination.                                  |

Second tour
| Samoa |
| Tonga |

|  | Accession au repêchage. |
|  | Élimination.            |

## Repêchage
Le repêchage détermine la dernière sélection qualifiée pour la Coupe du monde. Quatre pays sont en lice, mais le forfait des Samoa oblige à réorganiser la compétition. L'Écosse, en tant que nation en meilleure position dans le classement World Rugby est automatiquement qualifiée pour la finale, tandis que le Kazakhstan et la Colombie disputent l'unique demi-finale.
| Stade la compétition | Nation     |
| -------------------- | ---------- |
| Vainqueur            | Écosse     |
| Finale               | Colombie   |
| Demi-finale          | Kazakhstan |
| Forfait              | Samoa      |

|  | Qualification pour la Coupe du monde 2021. |
|  | Élimination.                               |
|  | Forfait.                                   |